# Сергеј Суровикин
Сергеј Владимирович Суровикин (рус. Сергей Владимирович Суровикин; Новосибирск, 11. октобар 1966) генерал је Оружаних снага Русије и командант Ваздушно-космичких снага. Био је задужен за формирање руске војне полиције, нове организације у оквиру руске армије. Суровикин је командовао Источним војним округом између 2013. и 2017. године, а медијима је представљен као командант Групе снага у Сирији у руској војној интервенцији у Сиријском грађанском рату. У октобру 2022. године именован је за команданта Здружених снага Русије у Украјини.

## Војна служба
Суровикин је рођен 11. октобра 1966. године у Новосибирску. Суровикин је 1987. године завршио Омску вишу војну командну школу. Послат је у јединицу Спетсназа и учествовао је у совјетско-авганистанском рату.
До августа 1991. био је капетан и командант 1. стрељачког батаљона у 2. гардијској таманској моторострељачкој дивизији. Током августовског пуча, Суровикин је добио наређење да пошаље свој батаљон у тунел на Баштенском прстену, где су убијена три демонстранта. После пораза пуча, Суровикин је ухапшен и седам месеци држан под истрагом. Међутим, оптужбе су одбачене 10. децембра јер је Борис Јељцин закључио да је Суровикин само извршавао наређења. Потом је унапређен у чин мајора.
Суровикин је похађао Војну академију Фрунзе. У септембру 1995. године, војни суд московског гарнизона га је осудио на годину дана условно због илегалне продаје оружја. Пресуда је укинута након што је истрага закључила да је Суровикин пристао да свом колеги студенту да пиштољ за коришћење на такмичењу, не знајући за његову намену. Године 1995. дипломирао је на Војној академији Фрунзе. Суровикин је послат у Таџикистан и тамо је командовао моторизовано-стрељачким батаљоном. Потом је постао начелник штаба 92. стрељачког пука, начелник штаба и командант 149. гардијског моторног пука и начелник штаба 201. стрељачке дивизије.
Године 2002. дипломирао је на Војној академији Генералштаба. Постао је командант 34. стрељачке дивизије у Јекатеринбургу.
Од јуна 2004. предводио је 42. гардијску моторизовану стрељачку дивизију, стационирану у Чеченији.
Био је начелник штаба 20. гардијске армије од 2005. године. У априлу 2008. постао је командант армије.
У новембру 2008. Суровикин је постао начелник Главне оперативне управе Генералштаба. У јануару 2010. постао је начелник штаба Волшко-уралског војног округа, који је убрзо постао део Централног војног округа.
Од новембра 2011. године био је на челу радне групе задужене за формирање Војне полиције. Саопштено је да је Суровикин упућен на чело Војне полиције након што је она успостављена; али до именовања није дошло због интервенције руског војног тужилаштва, наводе руски медији, који су ситуацију представили као сукоб на терену између Министарства одбране и Војног тужилаштва. У октобру 2012. постао је начелник штаба Источног војног округа. У октобру 2013. године постављен је за команданта округа. Суровикин је 13. децембра унапређен у чин генерал-пуковника.
Дана 9. јуна 2017. представницима медија је представљен као командант руских оружаних снага распоређених у Сирији. Наводно је преузео ову функцију у марту 2017. године.
Руски медији су у септембру 2017. године навели Суровикина као вероватног наследника Виктора Бондарева, који је 26. септембра смењен са места команданта Ваздушно-космичких снага. Према извештају који је 2. новембра 2017. објавила група РБК, а који је цитирао анонимни извор у МО, Суровикин је именован за команданта Ваздушно-космичких снага, упркос његовим првобитним примедбама.
Крајем новембра 2017, руско Министарство одбране „Краснаја звезда“ је известило да је Суровикин председничким указом од 22. новембра именован за команданта Ваздушно-космичких снага. ТАСС је указао да је Суровикин тако постао први комбиновани командант у историји Русије и Совјетског Савеза који је постављен на чело руских или совјетских ваздушних снага. За вођство снага у Сирији 28. децембра проглашен је за Хероја Руске Федерације.
Под командом Суровикина постигнута је значајна прекретница у борби против терориста. Сиријска влада је повратила преко 50% контроле над Сиријом до краја 2017. након низа успешних војних кампања. Према војним стручњацима, Суровикин је био тај који је успео да преокрене ток рата у Сирији.
Поново је од јануара до априла 2019. Суровикин преузео дужност команданта контингента руских војних снага у Сирији. Све у свему, командовао је групом руских снага у Сирији више од годину дана, што је било дуже од било ког другог официра који је био на тој функцији.
Године 2021. Суровикин је унапређен у генерала армије. Као један од неколицине руских официра који су достигли такав чин, неки су спекулисали да би он могао бити евентуални наследник Валерија Герасимова.

## Санкције
У фебруару 2022. Суровикин је додат на листу санкција Европске уније јер је „одговоран за активну подршку и спровођење акција и политика које подривају и угрожавају територијални интегритет, суверенитет и независност Украјине, као и стабилност или безбедност у Украјини“.

## Награде и приватни живот
Суровикин је три пута одликован Орденом Црвене звезде, Орденом за војне заслуге и Орденом за храброст. Одликован је Херојем Руске Федерације у децембру 2017. године.
Ожењен је и има две ћерке.